# Aquilegia barbaricina
Aquilegia barbaricina es una planta herbácea de la  familia Ranunculaceae. Es endémica de Italia.

## Descripción
Es una planta herbácea perenne erecta que alcanza los 3-6 dm de altura. Los tallos tienen finos pelos. Las hojas son tri-lobuladas. Las flores son blancas de 25–30 mm de diámetro con cinco pétalos fusionados. El fruto es una cápsula erecta que se produce en junio.

## Distribución y hábitat
Se encuentra en Italia en  Cerdeña, Monte Spada a lo largo de los cursos de agua en altitudes de 1300-1400 m s. n. m. Su hábitat natural son los matorrales tipo Mediterráneo. Se le trata en peligro por pérdida de hábitat.

## Taxonomía
Aquilegia barbaricina, fue descrita  por Arrigoni & E.Nardi y publicado en Bollettino della Società Sarda di Scienze Naturali 16: 265, en el año 1977.
Etimología
Ver: Aquilegia
barbaricina: epíteto latino que significa "extranjera".